# Olivees Mountain
Olivees Mountain (auch: Olivier Mountain) ist ein 886 m (900 m) hoher Stratovulkan auf der karibischen Insel St. Kitts.

## Geographie
Der Olivees Mountain ist der dritthöchste Berg auf der Insel St. Kitts im Zentrum der Insel und der südöstlichste der hohen Gipfel. Weiter südöstlich schließt sich nur noch der Monkey Hill mit einer Höhe von 325 m an. Weniger als einen Kilometer weiter nordwestlich liegt der vierthöchste Gipfel The Weir.
Sein Gipfel gehört zum Parish Trinity Palmetto Point, nach Norden und Osten schließen jedoch in unmittelbarer Nähe die Grenzen zu Christ Church Nichola Town und Saint Mary Cayon, sowie Saint Peter Basseterre an. An seinem Fuß liegt im Südosten der Ort Monkey Hill.